# Adesmia reitziana
Adesmia reitziana är en ärtväxtart som beskrevs av Arturo Erhardo Erardo Burkart. Adesmia reitziana ingår i släktet Adesmia och familjen ärtväxter. Inga underarter finns listade i Catalogue of Life.